# Natasha, Pierre & The Great Comet of 1812
Natasha, Pierre & The Great Comet of 1812 és una adaptació musical cantada d'un segment de 70 pàgines de la novel·la "Guerra i Pau" de Leo Tolstoi, escrit pel compositor i lletrista Dave Malloy i dirigit per Rachel Chavkin. Es basa en la 5a part del volum 2 de la novel·la "Guerra i pau" de Tolstoi, centrada en l'afer de Natasha amb Anatole i la cerca de significats a Pierre en la seva vida.
El musical va interpretar-se originalment al teatre Ars Nova el 2012, seguit de escenificacions el 2013 al districte de Meatpacking i al Theater District de Manhattan, una posada en escena 2014 en castellà a Quito, Equador i un 2015 que va remuntar al American Repertory Theatre de Cambridge, Massachusetts. The Great Comet es va estrenar a Broadway el novembre de 2016 al Imperial Theatre, i va tancar el setembre de 2017.
La producció original del Off-Broadway tenia a Dave Malloy interpretant a Pierre Bezukhov, el protagonista. Una vegada que el programa es va portar a Broadway, Josh Groban va debutar a Broadway quan va assumir el paper de Pierre.
El musical va rebre crítiques positives, especialment per a les actuacions principals de Phillipa Soo, Denée Benton i Josh Groban, així com per a la partitura, la direcció i el disseny escènic de la producció. L'espectacle va ser nominat a 12 –el màxim nombre de candidatures de la temporada 2016-2017– Premis Tony del 2017, inclosos el de millor musical, la millor partitura original, millor llibret de musical, millor actriu en un musical per a Benton, millor actor en un Musical per Groban, el millor actor de repartiment en un musical per a Lucas Steele i la millor direcció d'un musical per a Chavkin. Va guanyar dos premis: Millor disseny escènic per a Mimi Lien i millor disseny d'il·luminació en un musical per a Bradley King.

## Sinopsi

### Acte 1
La història està ambientada a Moscou, 1812, just abans de la invasió de Rússia de Napoleó i la crema de la ciutat. La història comença introduint els personatges ("Prologue"), i configura el personatge de Pierre, un vell, trist i ric aristòcrata, que està vivint una crisi existencial, vivint una vida descarada de vi, filosofia i inacció ("Pierre "). És el millor amic del príncep Andrei Bolkonsky (també de vegades anomenat Andrei), que ha marxat a la guerra. Andrei s'ha dedicat recentment a la jove, bella comtessa Natasha Rostova. Natasha i la seva cosina Sonia arriben a Moscou per passar l'hivern amb la padrina de Natasha, Marya D., mentre que Natasha espera que Andrei torni de la guerra. Marya D. és una antiga amiga de Pierre ("Moscow"). Marya D. aconsella a Natasha que visiti els seus futurs parents, el vell i dement Príncep Bolkonsky i la seva filla conca, Maria ("The Private and Intimate Life of the House"), per guanyar-se afecte abans del matrimoni, fonamental per a l'estatus i la fortuna de la família Rostov. Tanmateix, la visita de Natasha amb Maria i Bolkonsky acaba en desastre ("Natasha & Bolkonskys"), ja que Maria troba a Natasha vana, Natasha troba a Maria freda i Bolkonsky es comporta estranyament. Natasha deixa la seva casa enyorant a Andrei més que mai ("No One Else").
La nit següent Natasha es presenta a la societat decadent de Moscou i observa una sorprenent actuació amb Marya i Sonia ("The Opera"). Allà coneix al príncep Anatole Kuragin, un home jove i simpàtic, que resulta ser un escamot notori. Ve a visitar la caixa de Natasha i la deixa amb sentiments que mai ha experimentat abans ("Natasha & Anatole").
Anatole arriba a casa després de l'òpera i ell, el seu amic Dolokhov, i Pierre surten a beure; es troben la desagradable esposa de Pierre, Hélène (germana d'Anatole), que embolica Pierre i coqueteja amb Dolokhov. Anatole conxorxa amb Dolokhov i Hélène per tenir la jove que acaba de conèixer, tot i que ja està casada. Dolokhov ataca Pierre, brindant a les dones de la societat i als seus amants. Pierre troba la familiaritat de la seva dona amb Dolokhov ofensiu i el repta embriagadament a un duel, ferint accidentalment a Dolokhov. Quan toca disparar a Dolokhov, Pierre es troba obertament davant de la bala, però Dolokhov falla miraculosament ("The Duel"). Abans de marxar tots, Anatole demana a Hélène que convenci a Natasha perquè vagi al ball de disfresses que hi haurà aquella nit. Ella està d'acord i deixen a Pierre. Sol, Pierre, s'adona de la seva experiència propera a la mort i s'adona que malgrat està llençant la seva vida, vol viure ("Dust and Ashes").
Natasha i la seva família van a l'església l'endemà al matí. Està confosa per la seva interacció amb Anatole la nit anterior i pregunta si se li fa malbé l'amor d'Andrey ("Sunday Morning"). Hélène fa el que el seu germà demana i visita Natasha. La convida al ball que acullirà aquella nit i, finalment, Natasha accepta venir ("Charming"). Aquella nit, Natasha es troba amb Anatole, i ballen. Anatole li diu a Natasha que l'estima, però ella protesta, recordant-li a Anatole que està compromesa amb Andrei. Ignorat això, Anatole li fa un petó, fent que ella s'enamori d'ell a canvi ("The Ball").

### Acte 2
Anatole i Natasha fan plans per evitar-se, encara no sap que està casada, i Natasha trenca el seu compromís amb Andrei, mentre que Pierre li escriu la seva creença que Napoleó és la bèstia bíblica de Revelació, i que està destinat a ser l'assassí de Napoleó ("Letters"). Sonia s'assabenta del pla i s'adona que significarà la ruïna de Natasha ("Sonya i Natasha"); Sonia decideix salvar Natasha d'ella mateixa, fins i tot si vol dir que perdrà la seva amiga més propera ("Sonya Alone"). Aquella nit, Anatole i Dolokhov planegen l'empaquetament ("Preparations"), i Dolokhov intenta canviar la idea d'Anatole sense èxit. Balaga, el seu conductor de troika de confiança ("Balaga"), aviat arriba per portar-los a casa de Natasha i es produeix una festa salvatge mentre Anatole s'acomiada dels seus amics. Tanmateix, a l'últim moment els frustra Marya D. ("The Abduction"). Marya D. renya a Natasha però després tracta de reconfortar-la amb l'ajuda de Sonya. Natasha els crida, i espera tota la nit que Anatole torni ("In My House").
Marya D. fa una crida a Pierre enmig de la nit ("A Call to Pierre"), suplicant-li que gestioni la crisi i, finalment, Pierre s'assabenta que l'objecte de la conquesta d'Anatole és Natasha. Marya D. s'assabenta que Anatole està casat i li explica a una Natasha afectada per la pena. Pierre, indignat, busca Anatole ("Find Anatole"). Quan Pierre troba Anatole, s'apropa a atacar-lo amb ràbia, però en canvi, li dona diners i li ordena abandonar Moscou ("Pierre & Anatole"). Natasha s'enverina amb arsènic ("Natasha Very Ill"), però viu. L'endemà torna Andrei. Pierre li explica l'escàndol i li demana que sigui compassiu, però Andrei és incapaç de perdonar Natasha i no li tornarà a demanar la seva mà al matrimoni ("Pierre & Andrei"). Finalment, Pierre visita Natasha ("Pierre & Natasha") i conforta la noia, donant-li esperança. Després de la trobada, Pierre experimenta un moment d'enlluernament mentre veu el gran comenta de 1812 al cel nocturn (“The Great Comet of 1812”).

## Música
La partitura original de Malloy (orquestrada pel compositor) fusiona la música popular russa i la música clàssica amb influències de rock indie i EDM. La peça és descrita pel compositor com una "òpera electropop" i està composta a través d'una sola línia de diàleg parlada en l'única escena de Pierre i Natasha. A l'escenari, gairebé tots els actors toquen instruments musicals augmentant l'orquestra de l'espectacle. Groban toca l'acordió breument i toca grans seccions de la partitura al piano de l'orquestra.
El llibret conté molts passatges extrets paraula per paraula de la traducció d'Aylmer i Louise Maude de 1922 de la novel·la de Tolstoi.

### Números musicals
| Acte I 1. "Prologue" – Companyia 2. "Pierre" – Pierre, Cor 3. "Moscow" – Maria D., Natasha, Sonia 4. "The Private and Intimate Life of the House" – Bolkonsky, Maria 5. "Natasha & Bolkonskys" – Maria, Natasha, Bolkonsky 6. "No One Else" – Natasha 7. "The Opera" – Natasha, Sonia, Maria D., Hélène, Cor 8. "Natasha & Anatole" – Natasha, Anatole 9. "The Duel" – Anatole, Dolokhov, Pierre, Hélène, Cor 10. "Dust and Ashes" – Pierre, Cor 11. "Sunday Morning" – Natasha, Sonia, Marya D. 12. "Charming" – Hélène 13. "The Ball" – Natasha, Anatole | Act II 1. "Letters" – Pierre, Natasha, Maria, Anatole, Dolokhov, Cor 2. "Sonya & Natasha" – Sonia, Natasha 3. "Sonya Alone" – Sonia 4. "Preparations" – Anatole, Dolokhov, Pierre 5. "Balaga" – Balaga, Anatole, Dolokhov, Cor 6. "The Abduction" – Cor 7. "In My House" – Maria D., Natasha, Sonia 8. "A Call to Pierre" – Maria D., Pierre 9. "Find Anatole" – Pierre, Anatole, Hélène, Natasha 10. "Pierre & Anatole" – Pierre, Anatole 11. "Natasha Very Ill" – Sonia 12. "Pierre & Andrey" – Andrei, Pierre 13. "Pierre & Natasha" – Pierre, Natasha 14. "The Great Comet of 1812" – Pierre, Cor |

Note: An aria for Natasha, "Natasha Lost", was cut during the Broadway production but is included on the original cast recording between number 8 ("Natasha & Anatole") and number 9 ("The Duel"). "Dust and Ashes" was added for the Broadway production.

## Produccions

### Off-Broadway

#### Ars Nova
El musical es va estrenar el 16 d'octubre de 2012 al Ars Nova. Dirigida per Rachel Chavkin, l'espectacle es va escenificar com una producció immersiva, amb una actuació que passava al voltant i entre el públic. El conjunt dissenyat per Mimi Lien i il·luminació de Bradley King van transformar l'Ars Nova en un club de sopar rus. L'equip creatiu va ser completat per Paloma Young com a dissenyadora de vestuari, Matt Hubbs com a dissenyador de so, i Dave Malloy com a director musical. El repartiment va incloure a Malloy com Pierre, Phillipa Soo com Natasha, Lucas Steele com Anatole, Amber Gray com Hélène, Brittain Ashford com Sonya, Nick Choksi com Dolokhov, Gelsey Bell com Mary, Blake DeLong com Andrey/Prince Bolkonsky, Amelia Workman com Marya D. i Paul Pinto (que també va exercir de directora de música associada) com a Balaga. L'espectacle va ser la primera producció de l'Ars Nova a transferir-se mai a Broadway.

#### Kazino
El 16 de maig de 2013, el show es va estrenar al districte de Meatpacking a Kazino, una estructura temporal dissenyada com a opulent club rus, on es va muntar la producció immersiva, de nou pel mateix equip creatiu. El repartiment va tornar a protagonitzar els seus papers, excepte Choksi, ara substituït per Ian Lassiter, i Workman, substituït per Grace McLean. David Abeles va assumir el paper de Pierre el 9 de juliol de 2013. L'espectacle va tancar l'1 de setembre de 2013.
L'espectacle es va obrir per un compromís limitat de 14 setmanes el setembre del 2013 al Kazino i es va traslladar al districte del Teatre, amb el repartiment final de la producció anterior: Choksi va tornar a protagonitzar el paper de Dolokhov, Bell va ser substituït per Shaina Taub, i Pinto va ser substituït. d'Ashkon Davaran. El 10 de desembre de 2013 es va publicar la gravació de repartiment de dos discos. L'espectacle es va prorrogar fins al 2 de març del 2014.

### American Repertory Theater (A.R.T.)
L'equip de la producció original va remuntar l'espectacle al American Repertory Theatre (ART) de Cambridge, Massachusetts, amb actuacions a partir de l'1 de desembre de 2015 fins a gener de 2016. Ara es va ampliar a un escenari de prosceni, posant al públic en escena, amb opcions de seients exclusius, amb taules de banquets i menjadors afegides. Scott Stangland va assumir el paper de Pierre, Denée Benton va protagonitzar Natasha, Lilli Cooper com Hélène, Nicholas Belton com Andrey / Prince Bolkonsky i la resta del repartiment van tornar a protagonitzar els seus papers.

### Broadway

#### Imperial Theatre
La producció de Broadway al Imperial Theatre va començar les preestrenes el 18 d'octubre de 2016 i es va estrenar el 14 de novembre de 2016, protagonitzada per Josh Groban com Pierre i Denée Benton com Natasha, ambdós debutant a Broadway amb coreografia de Sam Pinkleton, escenografia de Mimi Lien, vestuari de Paloma Young, llums de Bradley King, so de Nicholas Pope i direcció musical d'Or Matias. Amb conjunts similars al recompte d'art, la producció va prendre el prosceni, però va treure gairebé 200 seients de la audiència per acomodar-se al disseny. De nou, es van disposar de les opcions dels seients escènics, en banquets o taules de menjador. La producció de Broadway va costar uns 14 milions de dòlars per a l'escenari, la majoria dels quals no es van recuperar.
La producció de Broadway va tenir la seva darrera funció el 3 de setembre de 2017, havent-se fet 32 prèvies i 336 funcions.

### Internacional
L'espectacle es va estrenar internacionalment a Quito, Equador el setembre del 2014, en una producció en espanyol produïda per Teatro Parapluie.
Una producció brasilera es va estrenar l'agost de 2018, en portuguès, amb Bruna Guerin com Natasha i André Frateschi com Pierre. La producció va guanyar el premi de votació popular Prêmio Reverência al "Millor Musical".
Una producció japonesa, dirigida per la companyia d'entreteniment Toho, es va obrir al Teatre Metropolità de Tòquio el 5 de gener de 2019 i va funcionar fins al 27 de gener de 2019. Va ser protagonitzada per Nogizaka46 's Erika Ikuta com Natasha i Yoshio Inoue com Pierre.

Variety també informa que actualment s'estan discutint produccions a Londres i Corea, amb un interès addicional a la Xina i les Filipines.

### Regional
Els drets de llicència de The Great Comet estan disponibles a través de Samuel French, Inc.

## Personatges
| Personatge                               | Veu                | Descripció |
| ---------------------------------------- | ------------------ | --- |
| Natasha Rostova                          | Soprano G3–F#5     | "Natasha és jove": una noia de dinou anys que és ingènua i innocent, amb els ulls oberts i profundament romàntica. Està promesa amb Andrei i l'estima molt. Va a Moscou a cura de la seva padrina, Marya D., amb la seva cosina i millor amiga Sonia. Durant els seus primers tres dies, coneix a Anatole Kuragin i s'enamora erròniament d'ell.                                                                                   |
| Pierre Bezukhov                          | Baritenor G2–B4    | "Estimat, desconcertat i incòmode Pierre ... ric, desgraciadament casat Pierre": El fill il·legítim d'una família aristocràtica russa. Socialment incòmode amb una ratxa de malenconia, és un foraster a la societat malgrat la seva riquesa. És un bon amic d'Andrei i té l'ull fixat sobre Natasha mentre ell es troba a la guerra.                                                                                              |
| Anatole Kuragin                          | Countertenor B2–E5 | "Anatole està calent": un hedonista aristocràtic i seductor, que "gasta els diners en dones i vi", i no veu cap necessitat que no sigui la seva. És germà d'Hélène i amic de Dolokhov. El seu personatge es descriu com d'un altre món, del tipus David Bowie. Durant el transcurs de l'espectacle, coneix a Natasha a l'Òpera i la vol immediatament, malgrat el seu compromís i que ell ja s'havia casat amb una dona a Polònia. |
| Sonia Rostova                            | Mezzo F#3–E5       | "Sonia és bona: cosina de Natasha i amiga més propera". Es dedica ferotgement a la seva cosina i farà tot i tot per mantenir-la segura. |
| Hélène Bezukhova                         | Alto E3–F5         | "Hélène és una puta": la germana d'Anatole que es va casar amb Pierre per diners. Està molt sexualitzada i està dedicada al seu germà. |
| Marya Dmitriyevna                        | Alto F3–E5         | "Marya és una gran dama de Moscou de la vella escola": és la padrina de Natasha, una vella amiga de Pierre i una dona molt estricta, però amable. Natasha i Sonia van anar a viure amb ella durant el seu temps a la ciutat de Moscou. Estima molt Natasha i intenta ajudar-la i protegir-la, sobretot quan Natasha comet l'error d'enamorar-se d'Anatole i trenca el seu compromís amb Andrei.                                    |
| Fedya Dolokhov                           | Baritone D3–F4     | "Dolokhov és ferotge, però no gaire important": un home cruel, però alhora un marcador de gran talent. És l'amic més proper d'Anatole i manté una relació amb Hélène. |
| Andrey Bolkonsky/ Vell Príncep Bolkonsky | Baritone G#3–D#4   | "Andrei no és aquí": lluita a la guerra durant bona part de l'espectacle i es va confiar amb Natasha. És seriós i amarg. "El vell príncep Bolkonsky està boig" i pateix moltes malalties relacionades amb l'edat. És cuidat per la seva filla Maria, però la turmenta independentment. |
| Mary Bolkonskaya                         | Soprano G3–F5      | " Maria is plana": la filla de Bolkonsky i la germana d'Andrei. Viu a casa amb el seu pare com a cuidador, on és turmentada i maltractada per ell. Està confinada a la llar i no té amics. |
| Balaga                                   | Baritone A2–E4     | "Balaga és només per divertir-se": és un famós conductor de troika i ajuda Anatole a la seva trama per haver-se fet amb Natasha. És salvatge i místic. |

(Les línies de cites són lletres de la cançó inicial, "Pròleg", que introdueix els personatges)

## Principals repartiments originals
| Character                             | Off-Broadway Ars Nova (2012) | Off-Broadway Kazino Meatpacking District (2013) | Off-Broadway Kazino Times Square (2013) | American Repertory Theater (2015) | Broadway Imperial Theatre (2016) |
| ------------------------------------- | ---------------------------- | ----------------------------------------------- | --------------------------------------- | --------------------------------- | -------------------------------- |
| Natasha Rostova                       | Phillipa Soo                 | Phillipa Soo                                    | Phillipa Soo                            | Denée Benton                      | Denée Benton                     |
| Pierre Bezukhov                       | Dave Malloy                  | Dave Malloy                                     | David Abeles                            | Scott Stangland                   | Josh Groban                      |
| Anatole Kuragin                       | Lucas Steele                 | Lucas Steele                                    | Lucas Steele                            | Lucas Steele                      | Lucas Steele                     |
| Sonya Rostova                         | Brittain Ashford             | Brittain Ashford                                | Brittain Ashford                        | Brittain Ashford                  | Brittain Ashford                 |
| Hélène Bezukhova                      | Amber Gray                   | Amber Gray                                      | Amber Gray                              | Lilli Cooper                      | Amber Gray                       |
| Marya Dmitriyevna                     | Amelia Workman               | Grace McLean                                    | Grace McLean                            | Grace McLean                      | Grace McLean                     |
| Fedya Dolokhov                        | Nick Choksi                  | Ian Lassiter                                    | Nick Choksi                             | Nick Choksi                       | Nick Choksi                      |
| Andrey Bolkonsky/Old Prince Bolkonsky | Blake DeLong                 | Blake DeLong                                    | Blake DeLong                            | Nicholas Belton                   | Nicholas Belton                  |
| Mary Bolkonskaya                      | Gelsey Bell                  | Gelsey Bell                                     | Shaina Taub                             | Gelsey Bell                       | Gelsey Bell                      |
| Balaga                                | Paul Pinto                   | Paul Pinto                                      | Ashkon Davaran                          | Paul Pinto                        | Paul Pinto                       |

### Substitucions de repartiment notables
- Malloy va substituir temporalment a Josh Groban com a Pierre a Broadway per a diverses actuacions del 4 de maig al 9 de juliol de 2017.[17] Va tornar al paper per a la final de l'espectacle dues setmanes, del 23 d'agost al 3 de setembre.
- La cantautora Ingrid Michaelson va substituir temporalment Brittain Ashford com a Sonia el 3 de juliol al 13 d'agost de 2017. Ashford va tornar al paper el 15 d'agost.[18][19]
- Okieriete Onaodowan, més conegut per crear els papers de James Madison i Hercules Mulligan al musical Hamilton el 2015, va assumir el paper de Pierre de Dave Malloy l'11 de juliol al 13 d'agost de 2017.[17][20][21]

## Resposta crítica
La peça va ser molt ben rebuda per la premsa novaiorquesa. Charles Isherwood al The New York Times l anomenà «un vibrant, transportant nou musical» i tots dos crítics del teatre de Times van incloure l'espectacle a les seves llistes Best of the Year. El crític clàssic de The Times, Anthony Tommasini, la va anomenar «una quasi-òpera sense alè, aspra i desagradable. Aquesta és la partitura del pastís d'un tipus de cavaller. El Sr. Malloy aixeca estils amb aquest abandonament, fent torns voluntaris - des del punk. riffs a les balades de Broadway agitades, recitades a la burla i pomposa a les cançons populars russes greixoses o bevent cors amb els clarinets klezmer - que perdeu la pista del que s'està apropiant i realment no t'importa'». va donar a la peça cinc de cinc estrelles i la va incloure a les dues millors llistes de la crítica, afirmant que «es tracta de teatre com cap altra a Nova York. T'importa i et transporta alhora i et deixa rajos de plaer».

## Polèmica
Okieriete Onaodowan va assumir el paper de Pierre l'11 de juliol; originalment havia de començar les actuacions el 3 de juliol, però necessitava més temps per preparar-se. El rendiment d'Onaodowan va ser ben rebut, però a mesura que l'espectacle va començar a lluitar econòmicament, els productors van començar a buscar una "estrella" per impulsar les vendes d'entrades. El 26 de juliol de 2017, un dia abans de l'anunci oficial, el lloc web Broadway Black va donar a conèixer la notícia que l'actor de TV i Broadway Mandy Patinkin va estar escollit per substituir Okieriete Onaodowan com Pierre durant tres setmanes. Alguns aficionats i actors es van veure molestos per aquesta decisió de repartiment, ja que Patinkin era un actor blanc el càsting del qual hauria obligat Onaodowan, un actor negre a reduir-ne la carrera; va començar una campanya a Twitter per l'actor / activista Rafael Casal, amic d'Onaodowan que va encunyar el hashtag #makeroomforoak. La controvèrsia va portar a Patinkin a retirar-se de l'espectacle dos dies més tard. L'espectacle es va tancar una mica més d'un mes després, sent aquesta polèmica citada com a motiu principal.

## Premis i nominacions

### Producció original de l'Off-Broadway
Fonts: TheaterMania Internet Off-Broadway DatabaseVillage Voice
| Any  | Premi                        | Categoria                                                                    | nominat                                                                      | Resultat   |
| ---- | ---------------------------- | ---------------------------------------------------------------------------- | ---------------------------------------------------------------------------- | ---------- |
| 2013 | Premi Obie                   | Citacions especials                                                          | Dave Malloy & Rachel Chavkin                                                 | GUANYADOR  |
| 2013 | Premi Drama League           | Premi a l'actuació distingida                                                | Phillipa Soo                                                                 | nominat    |
| 2013 | Premi Drama League           | Producció més destacada d'un Musical de Broadway o de l'Off-Broadway Musical | Producció més destacada d'un Musical de Broadway o de l'Off-Broadway Musical | nominat    |
| 2013 | Premi Drama Desk             | Musical més destacat                                                         | Musical més destacat                                                         | nominat    |
| 2013 | Premi Drama Desk             | Música més destacada                                                         | Dave Malloy                                                                  | nominat    |
| 2013 | Premi Drama Desk             | Lletres més destacades                                                       | Dave Malloy                                                                  | nominat    |
| 2013 | Premi Drama Desk             | Director d'un musical més destacat                                           | Rachel Chavkin                                                               | nominada   |
| 2013 | Premi Drama Desk             | Disseny de vestuari més destacat                                             | Paloma Young                                                                 | nominat    |
| 2013 | Premis Off-Broadway Alliance | Millor muical nou                                                            | Millor muical nou                                                            | GUANYADOR  |
| 2014 | Premi Lucille Lortel         | Musical més destacat                                                         | Musical més destacat                                                         | nominat    |
| 2014 | Premi Lucille Lortel         | Director més destacat                                                        | Rachel Chavkin                                                               | nominat    |
| 2014 | Premi Lucille Lortel         | Actriu protagonista d'un musical més destacada                               | Phillipa Soo                                                                 | nominada   |
| 2014 | Premi Lucille Lortel         | Actor de repartiment més destacat en un musical                              | Lucas Steele                                                                 | GUANYADOR  |
| 2014 | Premi Lucille Lortel         | Actor de repartiment més destacat en un musical                              | Blake DeLong                                                                 | nominat    |
| 2014 | Premi Lucille Lortel         | Actriu de repartiment més destacada en un musical                            | Brittain Ashford                                                             | nominada   |
| 2014 | Premi Lucille Lortel         | Actriu de repartiment més destacada en un musical                            | Shaina Taub                                                                  | nominada   |
| 2014 | Premi Lucille Lortel         | Escenografia més destacada                                                   | Mimi Lien                                                                    | GUANYADORA |
| 2014 | Premi Lucille Lortel         | Disseny de vestuari més destacat                                             | Paloma Young                                                                 | GUANYADORA |
| 2014 | Premi Lucille Lortel         | Disseny d'il·luminació més destacada                                         | Bradley King                                                                 | nominat    |
| 2014 | Premi Lucille Lortel         | Disseny de so més destacat                                                   | Matt Hubbs                                                                   | nominat    |

### Producció original de Cambridge
| Any  | Premi               | Categoria                                            | nominat                                              | Resultat  |
| ---- | ------------------- | ---------------------------------------------------- | ---------------------------------------------------- | --------- |
| 2016 | Premi Elliot Norton | Producció musical més destacada per a un gran teatre | Producció musical més destacada per a un gran teatre | GUANYADOR |
| 2016 | Premi Elliot Norton | Disseny més destacat per a un gran teatre            | Disseny més destacat per a un gran teatre            | GUANYADOR |
| 2016 | Premi Elliot Norton | Director més destacat per a un gran teatre           | Rachel Chavkin                                       | GUANYADOR |
| 2016 | Premi Elliot Norton | Interpretació més destacada d'un actor               | Lucas Steele                                         | nominat   |
| 2016 | Premi Elliot Norton | Interpretació més destacada d'un actor               | Scott Stangland                                      | GUANYADOR |
| 2016 | Premi Elliot Norton | Interpretació més destacada d'una actriu             | Denée Benton                                         | nominat   |
| 2016 | Premi Elliot Norton | Cor més destacat per a un gran teatre                | Cor més destacat per a un gran teatre                | nominat   |

### Producció original de Broadway
| Any  | Premi                                       | Categoria                                                       | nominat | Resultat  |
| ---- | ------------------------------------------- | --------------------------------------------------------------- | --- | --------- |
| 2017 | Premi Tony                                  | Millor Musical                                                  | Millor Musical | nominat   |
| 2017 | Premi Tony                                  | Millor Llibret de Musical                                       | Dave Malloy | nominat   |
| 2017 | Premi Tony                                  | Millor Banda Sonora                                             | Dave Malloy | nominat   |
| 2017 | Premi Tony                                  | millors orquestracions                                          | Dave Malloy | nominat   |
| 2017 | Premi Tony                                  | Millor Actor Protagonista de Musical                            | Josh Groban | nominat   |
| 2017 | Premi Tony                                  | Millor Actriu Protagonista de Musical                           | Denée Benton | nominat   |
| 2017 | Premi Tony                                  | Millor Actor de Repartiment de Musical                          | Lucas Steele | nominat   |
| 2017 | Premi Tony                                  | Millor Escenografia                                             | Mimi Lien | GUANYADOR |
| 2017 | Premi Tony                                  | Millor Vestuari                                                 | Paloma Young | nominat   |
| 2017 | Premi Tony                                  | Millor Il·luminació                                             | Bradley King | GUANYADOR |
| 2017 | Premi Tony                                  | Millor Direcció de Musical                                      | Rachel Chavkin | nominat   |
| 2017 | Premi Tony                                  | Millor coreografia                                              | Sam Pinkleton | nominat   |
| 2017 | Premi Drama                                 | Director de Musical més destacat                                | Rachel Chavkin | GUANYADOR |
| 2017 | Premi Drama                                 | Escenografia més destacada                                      | Mimi Lien | GUANYADOR |
| 2017 | Premi Drama                                 | Il·luminació més destacada                                      | Bradley King | GUANYADOR |
| 2017 | Premi Drama                                 | So més destacat                                                 | Nicholas Pope | GUANYADOR |
| 2017 | Premi Drama League                          | Producció musical de Broadway o de l'off-Broadway més destacada | Producció musical de Broadway o de l'off-Broadway més destacada | nominat   |
| 2017 | Premi Drama League                          | Premi a l'actuació més distingida                               | Denée Benton | nominat   |
| 2017 | Premi Drama League                          | Premi a l'actuació més distingida                               | Josh Groban | nominat   |
| 2017 | Premi Outer Critics Circle                  | Escenografia més destacada                                      | Mimi Lien | GUANYADOR |
| 2017 | Premi Outer Critics Circle                  | Il·luminació més destacada                                      | Bradley King | GUANYADOR |
| 2017 | Premi Outer Critics Circle                  | So més destacat                                                 | Nicholas Pope | nominat   |
| 2017 | Premi Theatre World                         | Premi Theatre World                                             | Denée Benton | HONORAT   |
| 2017 | Premi Theatre World                         | Premi Theatre World                                             | Josh Groban | HONORAT   |
| 2017 | Premi Theatre World                         | Premi Theatre World                                             | Amber Gray | HONORAT   |
| 2017 | Premi Theatre World                         | Premi Theatre World                                             | Dave Malloy | HONORAT   |
| 2017 | Premi Chita Rivera per ball i coreografia   | Cor més destacat en un spectacle de Broadway                    | Cor més destacat en un spectacle de Broadway | GUANYADOR |
| 2017 | Premi ACCA pel Cor de Broadway més destacat | Premi ACCA pel Cor de Broadway més destacat                     | Sumayya Ali, Courtney Bassett, Josh Canfield, Kennedy Caughell, Ken Clark, Erica Dorfler, Lulu Fall, Ashley Pérez Flanagan, Paloma Garcia-Lee, Nick Gaswirth, Alex Gibson, Billy Joe Kiessling, Mary Spencer Knapp, Blaine Alden Krauss, Reed Luplau, Brandt Martinez, Andrew Mayer, Mary Page Nance, Shoba Narayan, Azudi Onyejekwe, Pearl Rhein, Celia Mei Rubin, Heath Saunders, Ani Taj, Cathryn Wake, Katrina Yaukey, and Lauren Zakrin | RECEPTOR  |
| 2017 | Extraordinària Excel·lencia                 | Extraordinària Excel·lencia                                     | Extraordinària Excel·lencia | RECEPTOR  |
| 2017 | Premi Smithsonian Ingenuity                 | History Award                                                   | Dave Malloy & Rachel Chavkin | GUANYADOR |

## Enregistraments
El 10 de desembre de 2013 Ghostlight Records publicà un àlbum doble amb el repartiment original de la peça complerta. Posteriorment publicaria un altre disc amb un recull de peces.
L'enregistrament amb el repartiment original de Broadway va ser publicat el 19 de maig de 2017 per Reprise Records. Va arribar al 87 a la llista Billboard 200, al 26 al Top Album Sales i al 23 a la llista Digital Albums.

## El llibre
El 22 de novembre de 2016 es publicà el llibre Natasha, Pierre, and the Great Comet of 1812: The Journey of a New Musical to Broadway. Editat i compilat per Steven Suskin, inclou entrevistes amb diversos dels membres originals del repartiment, així com el guió anotat i fotos tant dels repartiments de Kazino com de Broadway.
El llibre també inclou un CD amb 5 cançons de l'espectacle: 3 de l'enregistrament original i dos interpretades per Josh Groban i una orquestra de 25 instruments.